# Magneto and Titanium Man
"Magneto and Titanium Man" é a canção lado B do single dos Wings, "Venus and Mars/Rock Show" em 1975. É a única música que McCartney usa personagens de quadrinhos como sujeitos na canção. Os dois primeiros personagens mencionados são Magneto e o Homem de Titânio, daí o título.

## Letra
A canção é em forma de narrativa e inclui os personagens da Marvel Comics Magneto, Homem de Titânio e o Dínamo Vermelho em sua história. Quando questionado sobre sua opinião sobre a música décadas após seu lançamento, Stan Lee (que co-criou todos os três personagens) disse em uma seção de cartas que a achou "fantástica".

## Apresentações ao vivo
A canfoi incluída no setlist das turnês mundiais de 1975/1976 da banda. Enquanto era apresentada,uma arte de Magneto, criadoa por Stan Lee e Jack Kirby, e Homem de Titânio e o Dínamo Vermelho, criada por Stan Lee e Don Heck, foi projetada na tela grande atrás da banda. A figura de Magneto no pano de fundo é de George Tuska e John Tartaglione de X-Men #43 (abril de 1968), o Homem de Titânio é de George Tuska e Mike Esposito de Iron Man #22 (fevereiro de 1970), e o Dínamo Vermelho é de Sal Buscema e Joe Staton de Avengers #130 (dezembro de 1974, à venda em outubro de 1974). As duas figuras de pano de fundo são invertidas de sua apresentação original em quadrinhos.
McCartney, um fã da Marvel Comics e fã de histórias em quadrinhos em geral, se encontrou com Kirby na parte da turnê em Los Angeles, dando a ele assentos na primeira fila e passes nos bastidores (sua filha era uma grande fã dos Wings e dos Beatles), e Kirby nos bastidores deu a Paul e Linda um desenho original que ele fez deles.
A canção pode ser ouvida vindo de um rádio, criando uma discussão, em uma cena da peça Nuts in May de Mike Leigh em 1976.
The Roots tocou a canção para Michael Fassbender em sua aparição no The Tonight Show Starring Jimmy Fallon durante sua turnê promocional de X-Men: Days of Future Past.
Mais sobre o texto original

## Músicos
- Paul McCartney: vocais, baixo, teclados, trompete
- Linda McCartney: backing vocals, percussão
- Denny Laine: guitarra, baixo de 6 cordas, backing vocals
- Jimmy McCulloch: backing vocals, guitarra solo
- Joe English: bateria, percussão